# 杉もとみな子
杉もと みな子（すぎもと みなこ、1959年6月28日 - ）は、日本の女優、振付師。本名（旧姓名）、杉本 美奈子。旧芸名、杉 まどか。
鳥取県出身。日本大学藝術学部演劇学科卒業。

## 人物
2歳の頃からモダンバレエを始め、クラシックバレエも学ぶ。少女時代からバレリーナになるのが夢だったが、家族に反対されたことで、それならばと舞台で活躍するのは同じだからと女優を目指すことになった。1979年にミス・ユニバーシティ日本代表となり、女優「杉まどか」としてTBS『こおろぎ橋』でデビュー。その後『哀愁学園』（バラエティ番組『笑って!笑って!!60分』内のミニドラマシリーズ）や、フジテレビ『メガロマン』等にレギュラー出演。その後、大学を卒業し、『ピーターパン』等数多くのミュージカルに出演すると共に、作り手として青山劇場『絆コンサート』、オペレッタ『メリーウィドー』の振付を担当するなど、実績を積む。
1985年に宇崎竜童のバンド「竜童組」のギタリスト・小針克之助と結婚し、男女2児を出産。1989年10月から東京・広尾のスタジオでバレエ・ミュージカル教室「ミニー・ストーリー・ダンス」を主宰。2003年12月にはホームスタジオ「ドリーム・パフェ・スタジオ」を構える。
2010年2月、NAO-TA! プロデュース『rit.』（中野テアトルBONBON）馬場ゆかり役で女優復帰。

## 出演

### テレビドラマ
- ポーラテレビ小説 / こおろぎ橋（1979年、TBS）
- 哀愁学園・第九部 受験鬼（1979年、TBS） - 浅野沙織（『笑って!笑って!!60分』内のミニドラマシリーズ[7]）
- 沿線地図 第8回（1979年、TBS） - 信子
- メガロマン（1979年、CX） - 高嶺ラン
- 青春諸君!（1979年 - 1980年、TBS）

### 舞台
- ピーター・パン（1983年、新宿コマ劇場）
- 気分はセクシーボーイ（1983年、シアターアプル）
- rit.（2010年、中野テアトルBONBON） - 馬場ゆかり
- Poco a Poco 〜ここはどこ〜（2011年、中野テアトルBONBON）